# Oryzias sarasinorum
Oryzias sarasinorum là một loài cá thuộc họ Adrianichthyidae. Nó là loài đặc hữu của Indonesia.

## Hình ảnh

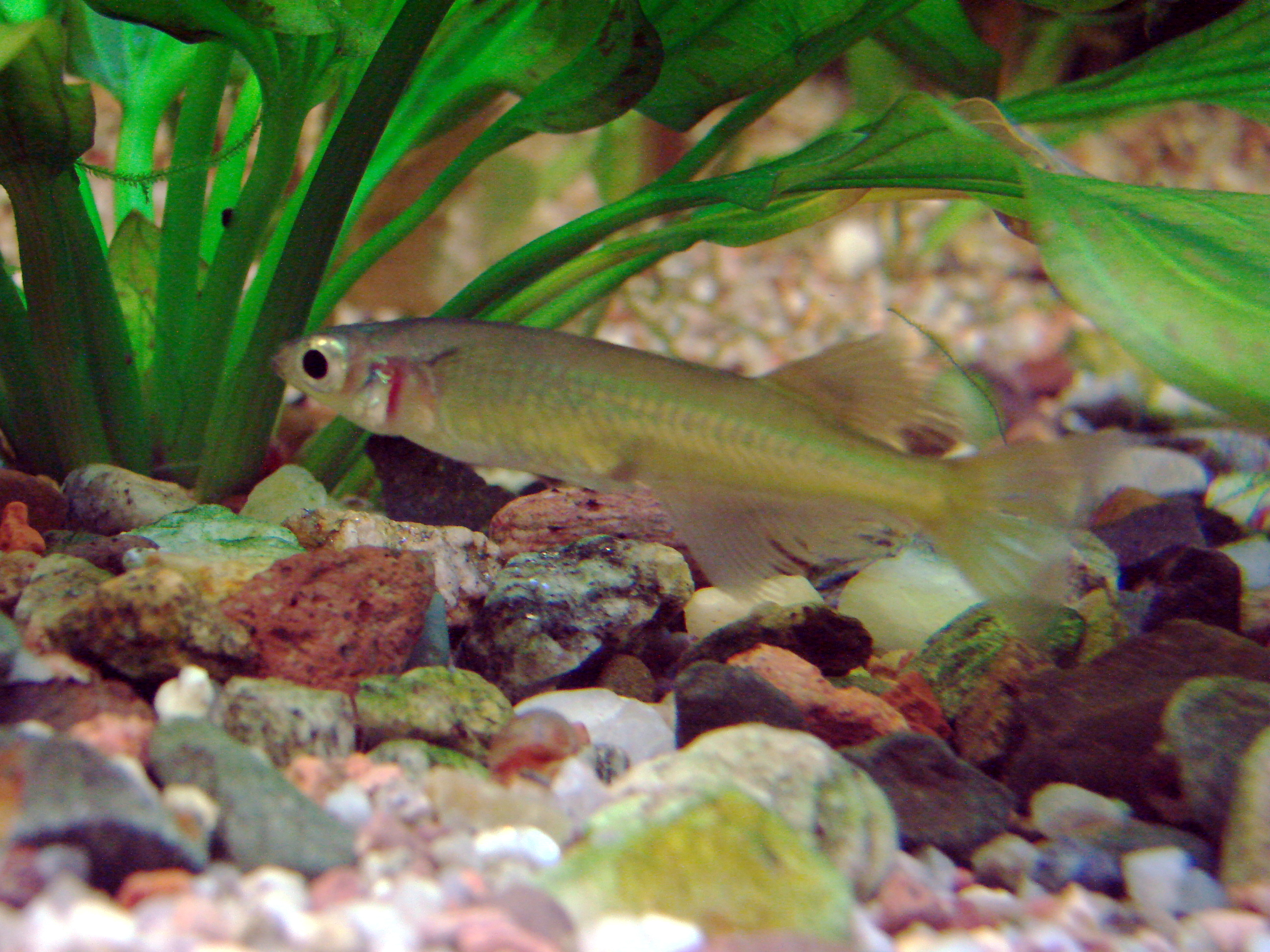